# Lengua de señas alemana
Lengua de señas alemana o Deutsche Gebärdensprache ( DGS ), es la lengua de señas de la comunidad sorda en Alemania, Luxemburgo y en la comunidad de habla alemana de Bélgica.[cita requerida] . Se desconoce el número de usuarios de la lengua de señas alemana como su lengua materna, La Universidad de Gallaudet estimó 50.000 usuarios en 1986. La lengua ha evolucionado a través del uso en comunidades sordas durante cientos de años.

## Reconocimiento
Alemania tiene una fuerte tradición oralista y a lo largo de la historia ha vivido la supresión de la lengua de señas. La lengua de señas alemana fue reconocida legalmente por primera vez en la Ley federal de igualdad de discapacidad (2002) en mayo de 2002.  Desde entonces, las personas sordas tienen derecho legal y de forma gratuita a intérpretes de lengua de señas cuando se comunican con las autoridades federales. 
Son muy pocos los programas de televisión que incluyen un intérprete, aquellos que lo hacen son los noticieros y los "resúmenes" de noticias. Existe al menos un programa emitido totalmente en lengua de señas alemana llamado Sehen statt Hören (Ver en lugar de oír), un documental producido por Bayerischer Rundfunk (BR) que se emite los sábados por la mañana en Bayerischer Rundfunk y las otras emisoras regionales en Alemania.
En 2018, la Cámara de Diputados de Luxemburgo votó de forma unánime para reconocer la lengua de señas alemana.

## Alemán y la lengua de señas alemana
La lengua de señas alemana es diferente al alemán hablado. Mientras que el alemán hablado construye oraciones con un modelo de sujeto, verbo y objeto, la lengua de señas alemana utiliza una estrategia de sujeto, objeto y verbo . Las gramáticas de ambas lenguas son muy diferentes, aunque, el alemán al ser la lengua dominante en la región, ha tenido cierta influencia en la lengua de signos alemana. En la enseñanza se utiliza un sistema de señas que sigue la gramática alemana, el alemán de señas ( Lautsprachbegleitende Gebärden o Lautbegleitende Gebärden, "señas que acompañan al sonido"), se utiliza en la educación. No se utiliza como medio natural de comunicación entre personas sordas. Existe otro sistema de representación manual del alemán es el habla con claves, conocido como Phonembestimmes Manualsystem (Sistema Manual Fonético).

## Alfabeto manual y deletreo con los dedos

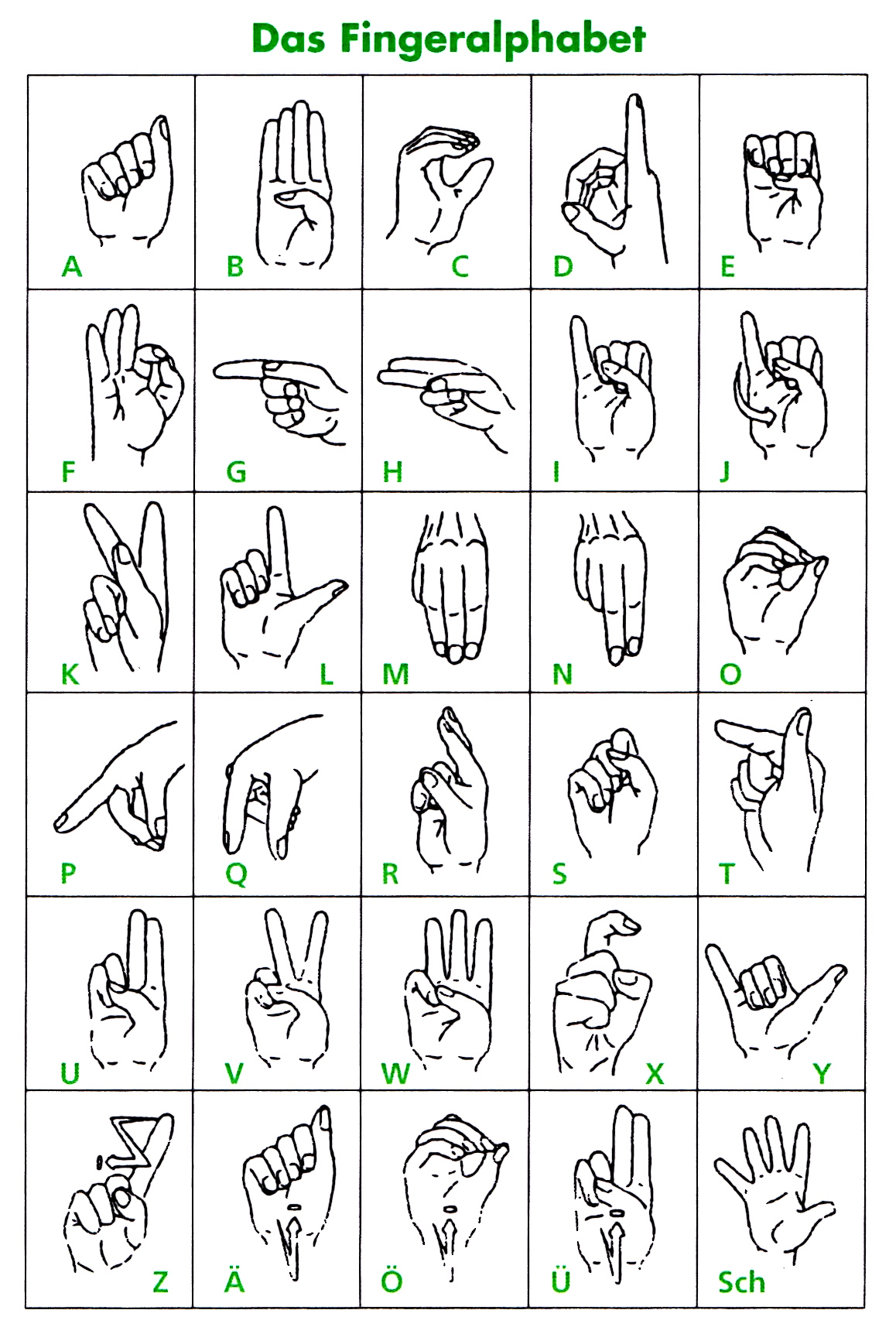
Alfabeto manual DGS

La lengua de señas alemana utiliza un alfabeto manual de una mano (Fingeralphabet en alemán) que se deriva del alfabeto manual francés del siglo XVIII. Está relacionado con los alfabetos manuales utilizados en Europa y América del Norte. Se diferencia del alfabeto manual de ASL en la forma de la letra T y en la adición de una letra SCH (una mano de 'cinco'). Las letras adicionales para Ä, Ö, Ü y ß se forman moviendo las letras A, O, U y S ligeramente hacia abajo.

## Dialectos e idiomas relacionados
Las variantes regionales de la lengua de señas alemana incluyen las señas de Hamburgo, Berlín y Múnich. Las lenguas de señas de las regiones de la antigua Alemania Oriental tienen una mayor disparidad de las lenguas de señas de las regiones occidentales; algunas pueden no estar relacionadas. La lengua de señas polaca  desciende de la lengua de señas alemana. Puede que la lengua de señas israelí también descienda de la lengua de señas alemana, ya que evolucionó de la lengua de señas utilizada por los maestros judíos alemanes que abrieron una escuela para niños sordos en Jerusalén en 1932, y, aún muestra cierto parecido con su homóloga alemana. No está relacionada con la lengua de señas austriaca, que se usa en partes del sur de Alemania, ni con la lengua de señas suiza, las cuales son parte de la familia de la lengua de señas francesa, aunque han tenido cierta influencia de la lengua de señas alemana.

## Sistemas de notación
Los usuarios de la lengua de señas alemana no utilizan ninguna forma escrita de la lengua. En contextos académicos, la lengua de señas alemana generalmente se describe con el sistema de notación de Hamburgo o HamNoSys (Hamburg Notation System del inglés). La escritura de signos también tiene adeptos en Alemania.

## Gramática
La gramática de la lengua de señas alemana puede describirse en términos de las categorías lingüísticas convencionales fonología, morfología, morfosintaxis y sintaxis .

### Fonología
Las señas están compuestas por una combinación de diferentes elementos de cada una de las clases de rasgos distintivos: forma de la mano, orientación de la mano, ubicación y movimiento. Si se cambia uno de estos elementos, puede resultar en una seña con un significado completamente distinto. Dos señas que solo difieren en un elemento se consideran un par mínimo . La lengua de señas alemana utiliza 32 formas de mano, de las cuales, seis, son formas de mano básicas que se encuentran en todas las lenguas de señas.
Las señas a dos manos son señas que necesariamente se ejecutan con ambas manos. Su formación está de acuerdo con ciertas limitaciones fonotácticas, como la condición de simetría (cuando ambas manos se mueven al mismo tiempo, tienen la misma forma) y la condición de dominancia (si las dos manos tienen diferentes formas, solo la mano dominante se mueve mientras la mano no dominante permanece inmóvil).
Las señas léxicas no flexionadas en la lengua de señas alemana tienen como máximo dos sílabas. Las sílabas constan de dos posiciones silábicas, descritas como Hold (H) (pausa)  y Movement (M) (movimiento). Las pausas consisten en la forma de la mano junto con la orientación de la mano (en conjunto, la configuración de la mano) en una ubicación específica en el espacio de señas. Los movimientos no contienen ningún cambio de ubicación (movimiento de una ubicación a otra). Los movimientos, en cambio, implican un cambio de ubicación y pueden conllevar movimientos secundarios como el movimiento de los dedos. Las sílabas pueden agruparse de la siguiente manera: M (sílaba mínima), HM, MH, HMH (sílaba máxima). En el caso de las sílabas HM, por ejemplo, la configuración de la mano de movimiento se aleja de la ubicación de la mano de pausa . Una sílaba de tipo M puede tener las siguientes especificaciones: un movimiento de trayectoria (de un lugar a otro), un movimiento de trayectoria con movimiento secundario (contoneos o giros) o un movimiento secundario sin movimiento de trayectoria. El tipo de sílaba H (un segmento sin movimiento ) no está permitido por razones fonotácticas.
Un componente fundamental de las señas léxicas son los rasgos léxicos no manuales, como los movimientos de los ojos (girar, agrandar), la boca (resoplar, redondear) y la cara, así como toda la cabeza (asentir, ladear) y la parte superior del cuerpo (inclinarse). Estos son acompañamientos obligatorios de una cuarta parte de todos las señas léxicas. Hacer sílabas visuales con la boca se conoce como Mouthing .

### Sintaxis

#### Estructura de la cláusula

##### Orden de palabras sin marcar
El orden de las palabras sin marcar en lengua de señas alemana (DGS) es sujeto-objeto-verbo, similar al de lenguas como el turco, el japonés y el latín, pero distinto del alemán .
| sujeto                  | objeto     | verbo    |
| ----------------------- | ---------- | -------- |
| [PRON] 2                | ARBEIT     | SUCH-    |
| "tú"                    | "trabajar" | "buscar" |
| Estás buscando trabajo. |            |          |

| Sujeto              | Objeto | Verbo                                  |
| ------------------- | ------ | -------------------------------------- |
| [PRON] 1            | BROT   | 1 GEB- 2 [cl:Brot]                     |
| "Yo"                | "pan"  | "Yo - te-doy (-algo-en-forma-de-pan) " |
| Yo te doy (el) pan. |        |                                        |

Si un objeto indirecto forma parte de la frase, se coloca antes del objeto directo.
| Sujeto                      | objeto indirecto     | objeto directo | verbo                                       |
| --------------------------- | -------------------- | -------------- | ------------------------------------------- |
| [PRON] 1                    | [POSESIVO] 1 VATER 3 | BROT           | 1 GEB- 3 [cl:Brot]                          |
| "Yo"                        | "mi padre"           | "pan"          | "Le- doy-a mi padre(algo-en-forma-de-pan) " |
| Le doy a mi padre (el) pan. |                      |                |                                             |

En las frases con cadenas de verbos, los verbos auxiliares y otros similares, suelen aparecer después del verbo principal, al contrario del orden de las palabras en inglés.
| Sujeto                        | objeto     | Verbo principal | auxiliar    |
| ----------------------------- | ---------- | --------------- | ----------- |
| [PRON] 2                      | ARBEIT     | SUCH-           | MÜSS-       |
| "tú"                          | "trabajar" | "buscar"        | "tener que" |
| Tienes que buscar un trabajo. |            |                 |             |

| Sujeto                       | Verbo principal      | auxiliar   |
| ---------------------------- | -------------------- | ---------- |
| [PRON] 1                     | RADFAHR-             | KÖNN-NICHT |
| "Yo"                         | "Andar en bicicleta" | "no poder" |
| No puedo andar en bicicleta. |                      |            |

| Sujeto           | Verbo principal | auxiliar   |
| ---------------- | --------------- | ---------- |
| [PRON] 1         | KOMM-           | VERSUCH-   |
| "Yo"             | "venir"         | "intentar" |
| Intentaré venir. |                 |            |

| Sujeto                                     | Objeto         | Verbo principal | Verbo modal      |
| ------------------------------------------ | -------------- | --------------- | ---------------- |
| [PRON]1                                    | WOHNUNG        | PUTZ-           | KEINE-LUST-HAB-  |
| "Yo"                                       | "departamento" | "limpiar"       | "no tengo ganas" |
| No tengo ganas de limpiar mi departamento. |                |                 |                  |

El marcador de concordancia personal (PAM por sus siglas en inglés), parecido a la seña de “persona” e incluso acompañado de la bocalización “auf” (sobre), se utiliza para indicar la ubicación de los objetos animados cuando el verbo de la oración no lo hace. A grandes rasgos, desempeña el papel de los pronombres objeto, aunque parece funcionar más como un verbo auxiliar que se flexiona en función de la persona cuando el verbo principal no lo hace. El marcador benefactivo (BEM por sus siglas en inglés) se sitúa de forma similar.
| Sujeto   | Verbo principal | auxiliar |
| -------- | --------------- | -------- |
| [PRON] 1 | LIEB-           | [PAM] 2  |
| "Yo"     | "amar"          | "tú"     |
| Te amo.  |                 |          |

| Sujeto         | Objeto   | Verbo principal | auxiliar  |
| -------------- | -------- | --------------- | --------- |
| [PRON] 1       | ARZT 3   | LIEB-           | [PAM] 3   |
| "Yo"           | "doctor" | "amar"          | "el/ella" |
| Amo al doctor. |          |                 |           |

| Sujeto                   | objeto  | Verbo principal | auxiliar  |
| ------------------------ | ------- | --------------- | --------- |
| [PRON] 1                 | BUCH    | KAUF-           | [BEM] 2   |
| "Yo"                     | "libro" | "comprar"       | "para ti" |
| Compré un libro para ti. |         |                 |           |

Las expresiones de tiempo ( mañana, la próxima semana ) aparecen al principio de la oración (como tema del discurso).
| Tiempo                                                 | Sujeto  | Objeto indirecto         | Objeto directo | Verbo                                      |
| ------------------------------------------------------ | ------- | ------------------------ | -------------- | ------------------------------------------ |
| GESTERN                                                | FRAU3   | [POSESIVO] 1 SCHWESTER 4 | BUCH           | 3 GEB- 4[cl:Buch]                          |
| "ayer"                                                 | "mujer" | "mi hermana"             | "libro"        | "ella -le- da-su(-algo-en-forma-de-libro)" |
| Ayer una/la señora le regaló a mi hermana un/el libro. |         |                          |                |                                            |

Las oraciones que especifican la ubicación tienden a aparecer al principio de la oración (después de la información de tiempo).
| Tiempo                                               | Ubicación           | Sujeto  | Objeto             | Verbo       |
| ---------------------------------------------------- | ------------------- | ------- | ------------------ | ----------- |
| GESTERN                                              | UNIVERSITÄT [LOK] A | [PRON]1 | MANN NETT          | KENNENLERN- |
| "ayer"                                               | "universidad"       | "Yo"    | "hombre agradable" | "conocer"   |
| Ayer conocí a un hombre agradable en la universidad. |                     |         |                    |             |

Esto sigue el principio de figura-fondo, según el cual los referentes más pequeños y móviles (figuras) tienden a aparecer después de los referentes más grandes y de menor movilidad (fondo).
| Base                       | Figura | Verbo                                          |
| -------------------------- | ------ | ---------------------------------------------- |
| WALD A                     | HAUS   | STEH- in-A [cl:Haus]                           |
| "bosque"                   | "casa" | "objeto-en-forma-de-casa -está-situado- allí " |
| Hay una casa en el bosque. |        |                                                |

Los adverbios de oración a menudo aparecen al principio de la oración.
| Adverbio de la oración                | Sujeto    | Objeto  | Verbo     |
| ------------------------------------- | --------- | ------- | --------- |
| HOFF                                  | [PRON] 3  | HUND    | KAUF-     |
| "esperanza"                           | "el/ella" | "perro" | "comprar" |
| Con suerte él/ella comprará un perro. |           |         |           |

Sin embargo, los adverbios que modifican al verbo pero que no pueden expresarse de forma no manual acompañan al verbo como una oración adicional.
| Sujeto                                                        | Verbo    | Oración adverbial |
| ------------------------------------------------------------- | -------- | ----------------- |
| [POSESIVO] 1                                                  | TANZ-,   | SCHÖN             |
| "mi jefe"                                                     | "bailar" | "hermoso"         |
| Mi jefe baila maravillosamente. / Mi jefe baila y es hermoso. |          |                   |

Las palabras interrogativas (w) generalmente ocurren al final de la oración después del verbo.
| Sujeto                  | Verbo principal | auxiliar        | W     |
| ----------------------- | --------------- | --------------- | ----- |
| [PRON] 2                | BESTELL-        | WÜNSCH-         | WAS   |
| "tú"                    | "orden"         | "desear/querer" | "qué" |
| ¿Qué te gustaría pedir? |                 |                 |       |

| Sujeto                                                    | objeto | Verbo principal | auxiliar        | W         |
| --------------------------------------------------------- | ------ | --------------- | --------------- | --------- |
| [PRON] 2                                                  | D-G-S  | LERN-           | WÜNSCH-         | WARUM     |
| "tú"                                                      | "DGS"  | "aprender"      | "desear/querer" | "por qué" |
| ¿Por qué quieres aprender DGS (Deutsche gebärdensprache)? |        |                 |                 |           |

| Sujeto                                                                | Objeto              | Verbo principal              | auxiliar   | W        |
| --------------------------------------------------------------------- | ------------------- | ---------------------------- | ---------- | -------- |
| [PRON] 2                                                              | SOZIAL WISSENSCHAFT | STUDIER-                     | ANFANG-    | WANN     |
| "tú"                                                                  | "Ciencias Sociales" | "estudiar en la Universidad" | "comenzar" | "cuando" |
| ¿Cuánto tiempo llevas estudiando ciencias sociales en la universidad? |                     |                              |            |          |

Algunas señas con significado negativo tienden a aparecer al final de la oración.
| Sujeto                                                        | Objeto               | Verbo       | Negación   |
| ------------------------------------------------------------- | -------------------- | ----------- | ---------- |
| [PRON] 1                                                      | [POSS] 2 GELIEBTE(R) | KENNENLERN- | NOCH-NICHT |
| "yo"                                                          | "tu compañero"       | "conocer"   | "aún no"   |
| Todavía no he conocido a tu novia/novio/pareja/esposo/esposa. |                      |             |            |

| Sujeto                              | Verbo principal | auxiliar | negación |
| ----------------------------------- | --------------- | -------- | -------- |
| [PRON] 1                            | ESS-            | WÜNSCH-  | NICHTS   |
| "Yo"                                | "comer"         | "desear" | "nada"   |
| No quiero comer nada (en absoluto). |                 |          |          |

Sin embargo, si la negación no está enfatizada, también puede aparecer en la posición esperada.
| Sujeto                | objeto | Verbo principal | auxiliar |
| --------------------- | ------ | --------------- | -------- |
| [PRON] 1              | NICHTS | ESS-            | WÜNSCH-  |
| "Yo"                  | "nada" | "comer"         | "desear" |
| No quiero comer nada. |        |                 |          |

Los determinantes ( artículos, demostrativos, cuantificadores, pronombres relativos ) van antes del sustantivo.
| Sustantivo | determinante |
| ---------- | ------------ |
| BUCH       | [DEM] A      |
| "libro"    | "este"       |
| este libro |              |

Su función es fijar la ubicación de los referentes dentro del espacio de las señas. Si se indica mediante verbos de dirección, los determinantes pueden omitirse siempre que no sean necesarios por otras razones (como la posesión, la pluralización, etc.). No hay distinción entre artículos definidos e indefinidos. 
Los adjetivos atributivos siguen inmediatamente después del sustantivo.
| Sustantivo        | adjetivo |
| ----------------- | -------- |
| BUCHO             | NEU      |
| "libro"           | "nuevo"  |
| un/el libro nuevo |          |

El verbo copulativo ser no existe en DGS (Deutsche gebärdensprache). Los adjetivos predicativos generalmente están separados del sustantivo por un determinante.
| Sustantivo           | Determinante | Adjetivo |
| -------------------- | ------------ | -------- |
| BUCH                 | [DEM] A      | NEU      |
| "libro"              | "este"       | "nuevo"  |
| Este libro es nuevo. |              |          |

Compare la oración anterior con la siguiente frase nominal, en la que el determinante sigue al adjetivo.
| Sustantivo       | Adjetivo | determinante |
| ---------------- | -------- | ------------ |
| BUCH             | NEU      | [DEM] A      |
| "libro"          | "nuevo"  | "este"       |
| este nuevo libro |          |              |

Los adjetivos posesivos se interponen entre el poseedor y la posesión.
| Poseedor            | Posesivo     | Posesión |
| ------------------- | ------------ | -------- |
| MANN 3              | [POSSESVO] 3 | AUTO     |
| "hombre"            | "su"         | "auto"   |
| el coche del hombre |              |          |

He aquí un ejemplo de una frase más larga, pero sencilla y no marcada.
| Tiempo                                                                             | Ubicación                              | Sujeto   | Objeto indirecto | Objeto directo | Verbo principal | auxiliar | W         |
| ---------------------------------------------------------------------------------- | -------------------------------------- | -------- | ---------------- | -------------- | --------------- | -------- | --------- |
| LETZTE-WOCHE                                                                       | [POSS] 1 VATER 3 [POSS] 3 HAUS [LOK] A | [PRON] 2 | [POSS] 1 MUTER 4 | GELD           | 2 GEB- 4        | WÜNSCH-  | WARUM     |
| "la semana pasada"                                                                 | "mi padre su casa allí"                | "tú"     | "mi madre"       | "dinero"       | " tú- dale "    | "deseo"  | "por qué" |
| ¿Por qué quisiste darle dinero a mi madre en la casa de mi padre la semana pasada? |                                        |          |                  |                |                 |          |           |

##### Oraciones marcadas
Las partes de la oración que se mueven fuera de su posición habitual sin marcar van acompañadas de una marca no manual.
Los elementos de la oración (con la excepción de los verbos) pueden topicalizarse si se cambian al comienzo de la oración y se marcan con las cejas levantadas.
| Objeto topicalizado                              | Sujeto   | Verbo             |
| ------------------------------------------------ | -------- | ----------------- |
| cejas levantadas                                 |          | sacudir la cabeza |
| FRAU [DEM] A                                     | [PRON] 1 | MÖG-              |
| "mujer que"                                      | "Yo"     | " no me gusta"    |
| No me gusta esa mujer. / Esa mujer, no me gusta. |          |                   |

A menudo, un tema no tiene ningún otro papel en la oración. En estos casos, representa una limitación del alcance de la oración. Compara las siguientes tres oraciones.
| Sujeto             | Objeto   | Verbo             |
| ------------------ | -------- | ----------------- |
| [PRON] 1           | ITALIEN  | LIEBHAB-          |
| "Yo"               | "Italia" | "adorar/encantar" |
| Me encanta Italia. |          |                   |

| Tema                        | Sujeto   | Objeto   | Verbo             |
| --------------------------- | -------- | -------- | ----------------- |
| cejas levantadas            |          |          |                   |
| LAND                        | [PRON] 1 | ITALIEN  | LIEBHAB-          |
| "país"                      | "yo"     | "Italia" | "adorar/encantar" |
| Mi país favorito es Italia. |          |          |                   |

| Tema                               | Sujeto   | Objeto   | Verbo             |
| ---------------------------------- | -------- | -------- | ----------------- |
| cejas levantadas                   |          |          |                   |
| ESSEN                              | [PRON] 1 | ITALIEN  | LIEBHAB-          |
| "comida"                           | "yo"     | "Italia" | "adorar/encantar" |
| Mi comida favorita es la italiana. |          |          |                   |